# 航空器三主轴

三个主轴的位置，用右手法则描述其旋转角度

飞行中的航空器可以在三个维度上自由旋转：偏航轴，使机头可左右旋转的，上下穿越重心的一个轴；俯仰轴，使机头可以向上或向下旋转的，横穿机翼的轴；和横滚轴，可使飞机围绕其滚动，横穿机鼻到机尾的轴。这三个主轴也可以称为垂直轴、横轴和纵轴。这些轴随航空器移动，并且随着航空器相对于地球旋转。
这些旋转是由围绕主轴的扭矩（或力矩）产生的。在航空器上，这些旋转可以通过改变控制面来产生，这会改变围绕飞行器重心的净空气动力分布。升降舵（水平尾翼上的活动襟翼）提供俯仰，垂直尾翼上的方向舵产生偏航，而副翼（机翼上反向移动的襟翼）产生滚动。

当 1950 年代末设计第一艘载人航天器时，这些定义也相应地地应用于航天器。在航天器上，运动通常由反应控制系统产生，该系统由小型火箭推进器组成，用于在航天器上施加不对称推力使之旋转。